# Słowacja (partia)
Słowacja (słow. Slovensko) – słowacka partia polityczna o profilu konserwatywnym. Ugrupowanie od 2011 funkcjonowało pod różnymi nazwami, do 2023 jego nazwa obejmowała człon Zwyczajni Ludzie i Niezależne Osobistości (słow. Obyčajní Ľudia a nezávislé osobnosti, OĽaNO).

## Historia
Partia powstała na bazie społecznej organizacji Zwyczajni Ludzie, której przedstawiciele w wyborach w 2010 kandydowali z ostatnich miejsc listy partii Wolność i Solidarność, uzyskując 4 mandaty poselskie w Radzie Narodowej. 28 października 2011 Zwyczajni Ludzie przekształcili się w partię polityczną, przy czym formalne członkostwo uzyskiwało niewiele osób (np. w 2015 były to 4 osoby).
Ugrupowanie zaprezentowało program społeczno-konserwatywny, opowiadając się za ochroną rodziny, walką z bezrobociem oraz uregulowaniem przez państwo kwestii romskiej i węgierskiej. W wyborach w 2012 partia wystawiła własną listę wyborczą, uzyskując około 8,5% głosów i 16 mandatów.
W 2014 pierwszym przedstawicielem partii w Europarlamencie został Branislav Škripek. W 2016 ugrupowanie otrzymało 11,0% głosów i 19 mandatów w Radzie Narodowej (z jego listy startowali też przedstawiciele partii NOVA). W 2019 ugrupowanie uzyskało jeden mandat w wyborach europejskich.
W wyborach do Rady Narodowej w 2020 Zwyczajni Ludzie, z których list kandydowali też przedstawiciele mniejszych ugrupowań, zajęli pierwsze miejsce. Formacja otrzymała 25,0% głosów, co przełożyło się na 53 mandaty deputowanych. Kilkanaście dni po tych wyborach partia podpisała porozumienie o utworzeniu nowej koalicji celem powołania rządu z jej liderem Igorem Matovičem na czele. Dołączyły do niej partie Jesteśmy Rodziną, Wolność i Solidarność oraz Dla Ludzi.
W marcu 2021 doszło do kryzysu koalicyjnego, w jego konsekwencji Igor Matovič zadeklarował swoją rezygnację i jednocześnie poparcie dla Eduarda Hegera (również z OĽaNO) jako nowego premiera. Rozwiązanie to zostało zaakceptowane przez dotychczasowych koalicjantów. W marcu 2023 urzędujący premier Eduard Heger opuścił formację, został następnie liderem partii Demokraci. W maju tegoż roku jego gabinet, w którym nadal zasiadali przedstawiciele OĽaNO, zakończył urzędowanie.
Przed wyborami w 2023 ugrupowanie zawiązało koalicję wyborczą pod nazwą OĽaNO a priatelia; uzyskała ona 8,9% głosów i 16 mandatów. Wkrótce po wyborach formacja przyjęła nazwę Słowacja.